# Schwedische Badmintonmeisterschaft 1940
Die Schwedische Badmintonmeisterschaft 1940 fand in Malmö statt. Es war die vierte Austragung der nationalen Titelkämpfe im Badminton in Schweden.

## Titelträger
| Disziplin    | Sieger                                                           |
| ------------ | ---------------------------------------------------------------- |
| Herreneinzel | Sven Malmfält Malmö BK                                           |
| Dameneinzel  | Evy Holmgren BK Smash                                            |
| Herrendoppel | Sven Malmfält Helge Paulsson Malmö BK                            |
| Damendoppel  | Britta Bergström Thyra Hedvall Försäkringsmännen                 |
| Mixed        | Sture Ericsson Britta Bergström Brandkårens IK Försäkringsmännen |